# La ola
La ola è un singolo del cantante italiano Gianni Morandi, scritto da Jovanotti e pubblicato il 15 luglio 2022, come terzo estratto dal suo quarantunesimo album in studio Evviva!.

## Descrizione
È il terzo brano scritto da Jovanotti per Morandi dopo L'allegria e Apri tutte le porte.

## Video musicale
Il video musicale, diretto da Leandro Manuel Emede, è stato pubblicato in concomitanza del lancio del singolo sul canale YouTube del cantante.

## Tracce
Testi di Lorenzo Cherubini, musiche di Lorenzo Cherubini e Riccardo Onori.
1. La ola – 3:00